# Elachista agelensis
Espèce
Elachista agelensis est une espèce d'insectes lépidoptères (papillon) de la famille des Elachistidae. Il est trouvé en France, Italie et en République tchèque.